# Wojciech Włodarczyk (polityk)
Wojciech Józef Włodarczyk (ur. 5 lipca 1949 w Warszawie) – polski polityk, historyk sztuki i nauczyciel akademicki, poseł na Sejm I i III kadencji, w latach 1991–1992 minister-szef Urzędu Rady Ministrów.

## Życiorys
W 1972 ukończył studia na Wydziale Historycznym Uniwersytetu Warszawskiego ze specjalizacją w zakresie historii sztuki współczesnej. Uzyskał stopnie doktora i doktora habilitowanego nauk o sztuce. Objął stanowisko profesora Akademii Sztuk Pięknych w Warszawie, a także dziekana Wydziału Zarządzania Kulturą Wizualną tej uczelni. Był organizatorem i pierwszym kierownikiem warszawskiego Muzeum Akademii Sztuk Pięknych.
W czasach PRL był współpracownikiem Polskiego Porozumienia Niepodległościowego, w stanie wojennym został internowany na kilkanaście dni.
W 1990 został sekretarzem Komitetu Obywatelskiego przy Lechu Wałęsie, a w 1991 sekretarzem Komitetu Doradczego Prezydenta RP. W 1991 został posłem I kadencji jako bezpartyjny kandydat z listy Porozumienia Obywatelskiego Centrum. W rządzie Jana Olszewskiego pełnił funkcję ministra-szefa Urzędu Rady Ministrów, 20 czerwca 1992 został zwolniony z pełnienia obowiązków ministra. W 1992 z klubu parlamentarnego Porozumienia Centrum przeszedł do tworzonego przez byłego premiera Ruchu dla Rzeczypospolitej. W 1997 po raz drugi uzyskał mandat poselski na Sejm III kadencji z lubelskiej listy Ruchu Odbudowy Polski. 6 sierpnia 1999 został powołany w skład Rady Służby Cywilnej.
W 2001 nie kandydował do parlamentu, wkrótce wycofał się z bieżącej polityki. Oprócz działalności dydaktycznej, zajmuje się uprawą winorośli w winnicy Pańska Góra. Jest współtwórcą Polskiego Instytutu Winorośli i Wina oraz założycielem i honorowym prezesem Stowarzyszenia Winiarzy Małopolskiego Przełomu Wisły. W 2010 został prezesem Stowarzyszenia Historyków Sztuki.
W 2011 prezydent Bronisław Komorowski odznaczył go Krzyżem Kawalerskim, a w 2014 Krzyżem Oficerskim Orderu Odrodzenia Polski. W 2018 otrzymał Krzyż Wolności i Solidarności.

## Wybrane publikacje
- Socrealizm. Sztuka polska w latach 1950–1954, Paryż 1986, Kraków 1991
- Sztuka świata. T. 10 (współautor), Warszawa 1996
- Sztuka polska 1918–2000, Warszawa 2000 (wydanie w jęz. niem.: Kunst in Polen in den Jahren 1918–2000, Warszawa 2000)
- Maria Kleniewska, Wspomnienia (opr. i red.), Wilków 2002
- Akademia Sztuk Pięknych w Warszawie w latach 1944–2004. 100 lat Akademii Sztuk Pięknych w Warszawie, Warszawa 2005
- Miejsce malarstwa. Wydział Malarstwa Akademii Sztuk Pięknych 1948–2008, Warszawa 2008
- Wino narodowe. O winnicy rządowej w Ogrodzie Botanicznym, Warszawa 2018